# Itoïta
La itoïta és un mineral de la classe dels sulfats. Rep el seu nom en honor de Tei-Ichi Ito (1898-1980), professor de mineralogia i cristal·lografia a la Universitat de Tòquio.

## Característiques
La itoïta és un sulfat de fórmula química Pb₃GeO₂(SO₄)₂(OH)₂. Cristal·litza en el sistema ortoròmbic, formant cristalls aciculars de color blanc. Els cristalls són una mica blanquinosos en comparació amb la transparent fleischerita. És significatiu que els índexs de refracció de la itoïta són molt més alts que la fleischerita. Se suposa que el material tipus de Harvard és una barreja de les dues espècies. És un mineral isostructural amb l'anglesita.
Segons la classificació de Nickel-Strunz, la itoïta pertany a «07.B - Sulfats (selenats, etc.) amb anions addicionals, sense H₂O, amb cations grans només» juntament amb els següents minerals: sulfohalita, galeïta, schairerita, kogarkoïta, caracolita, cesanita, aiolosita, burkeïta, hanksita, cannonita, lanarkita, grandreefita, chiluïta, hectorfloresita, pseudograndreefita i sundiusita.

## Formació i jaciments
Va ser descoberta a la mina Tsumeb, a la regió d'Otjikoto, a Namíbia, on sol trobar-se associada a altres minerals com: tennantita, plumbojarosita, mimetita, fleischerita, dolomita i cerussita. Es tracta de l'únic indret on ha estat trobada aquesta espècie mineral.